# Hugenotentunnel

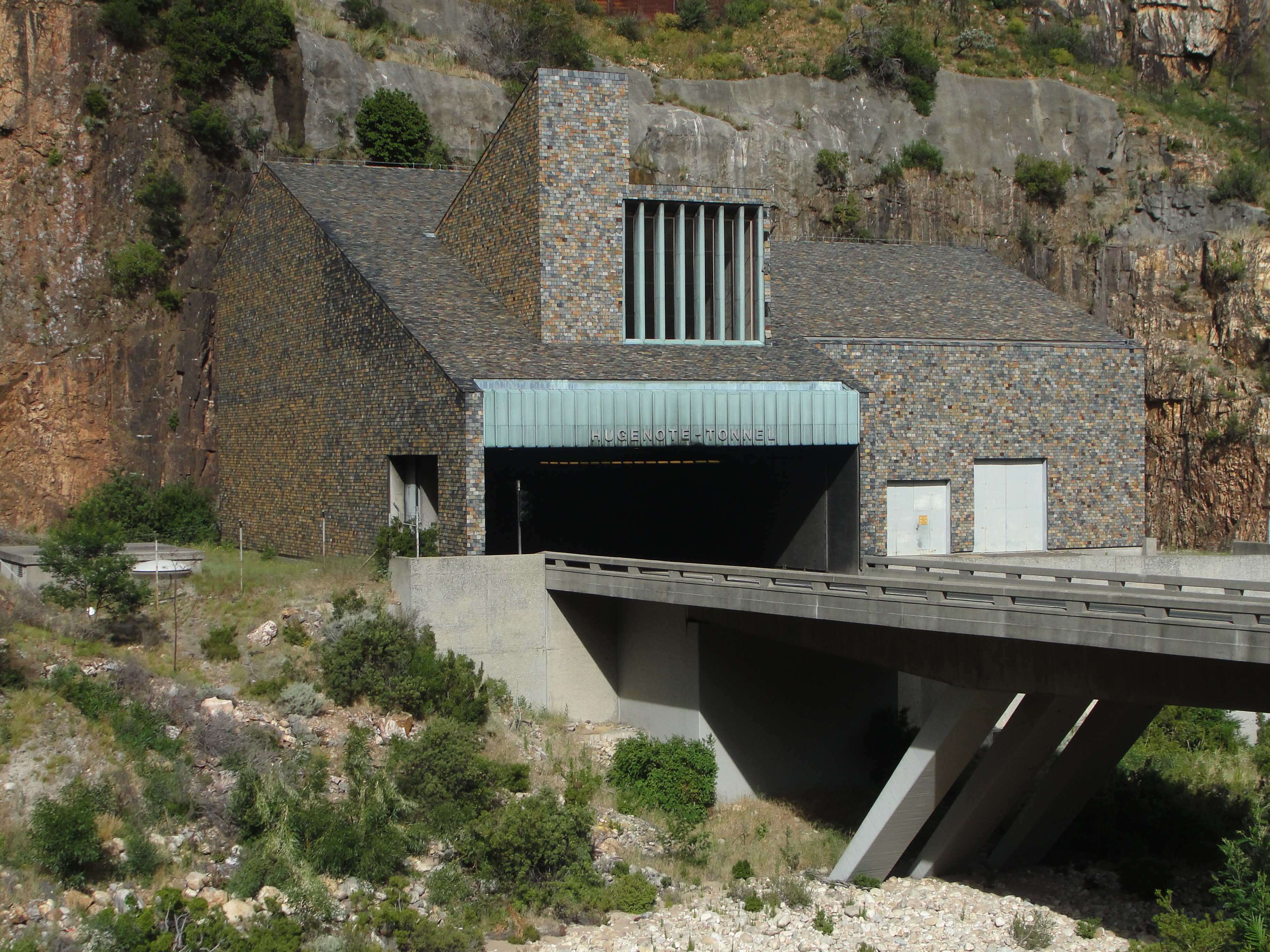
Noordelijke ingang

De Hugenotentunnel is een toltunnel in de omgeving van Kaapstad, Zuid-Afrika. Door de tunnel loopt de N1 die Paarl en Worcester met elkaar verbindt doorheen de Drakensteinbergen. Het is daarmee een korter en sneller alternatief voor de Du Toitskloofpas die over de bergen loopt. De Hugenotentunnel is de langste tunnel in het Zuidelijk halfrond en de eerste toltunnel in Zuid-Afrika.
In 1973 werd met de geologische studies en het ontwerp begonnen, en in 1984 werd vanaf beide kanten gestart met het uitgraven van de tunnelsectie met behulp van twee tunnelboormachines. De tunnel werd geopend op 18 maart 1988 door president P.W. Botha.
De N1 wordt niet alleen gebruikt voor plaatselijk verkeer maar ook voor verplaatsingen tussen Kaapstad en het binnenland (oa. Johannesburg). De tunnel is uitgevoerd als tweevaksbaan en bereikt tijdens vakantieperiodes dan ook snel zijn maximale capaciteit. Er zijn plannen om de rijrichtingen op te splitsen en een tweede tunnel te openen.
De tunnel werd gebouwd door Hochtief Construction AG en Concor Holdings, en wordt uitgebaat door Tolcon. De tol bedraagt R 29 voor lichte voertuigen, tot R 201 voor meerassige zware voertuigen.